# Школьний (Ленінськ-Кузнецький округ)
Шко́льний (рос. Школьный) — селище у складі Ленінськ-Кузнецького округу Кемеровської області, Росія.

## Населення
Населення — 52 особи (2010; 65 у 2002).
Національний склад (станом на 2002 рік):
- росіяни — 97 %